# Тихон (Петранюк)
Тихон (в миру Тарас Иванович Петранюк; 19 октября 1976, Коломыя) — архиерей Православной церкви Украины (ПЦУ), архиепископ Тернопольский и Бучацкий. В 2017—2018 годах был иерархом Украинской автокефальной православной церкви,

## Биография
В 1983—1994 годах учился в Коломыйской средней школе № 3. В 1994 году поступил в Черновицкий национальный университет имени Юрия Федьковича на философско-теологический факультет по специальности «Теология». Параллельно поступил в Киевскую богословскую академию УПЦ КП. В 1997 году стал иподиаконом у епископа Кицманского и Заставновского Никона (Калембера).
11 сентября 1999 года в кафедральном соборе Рождества Христова города Черновцов архиепископом Черновицким и Буковинским Варлаамом (Пилипишиным) был хиротонисан во диакона. 14 октября в Свято-Покровском соборе города Львова митрополитом Львовским и Сокальским Андреем (Гораком) хиротонисан во пресвитера. В декабря 1999 года архиепископом Варлаамом (Пилипишиным) был назначен настоятелем прихода Святой Великомученицы Варвары села Лопушна Вижницкого района Черновицкой области.
В 2000 году окончил Черновицкий национальный университет и Киевскую богословскую академию УПЦ КП.
В январе 2004 года архиепископом Варлаамом (Пилипишиным) был назначен клириком кафедрального храма Рождества Христова в Черновцах.
23 января 2004 года указом патриарха Филарета (Денисенко) возведён в сан протоиерея и награждён наперсным крестом с украшениями.
6 июня 2004 года решением учёного совета КДА КП за защиту кандидатской диссертации на тему «Пневматология Нового Завета. Период Мужей Апостольских и Апологетов» присвоена учёная степень кандидата богословских наук.
В 2004 году назначен преподавателем богословского отделения философско-теологического факультета Черновицкого национального университета. В январе 2005 года решением учёного совета факультета назначен заместителем декана по учебно-воспитательной работе.
28 сентября 2005 года указом патриарха Филарета (Денисенко) награждён медалью Святых Кирилла и Мефодия.
С декабря 2006 года по май 2008 года назначен настоятелем храма Святой Троицы города Черновцов.
14 мая 2008 года «по благословению» патриарха Филарета (Денисенко) направлен послушником в Свято-Михайловском Златоверхом монастыре города Киева. 4 декабря того же года с благословения патриарха Филарета (Денисенко) наместником монастыря архиепископом Димитрием (Рудюком) благословлён носить клобук и чётки (рясофорное послушничество). 25 августа 2009 года митрополитом Переяслав-Хмельницким Димитрием в Свято-Михайловском Златоверхом мужском монастыре пострижен в монашество с именем Тихон в честь святителя Тихона Задонского.

## Архиерейское служение
21 ноября 2009 года во Владимирском кафедральном соборе Киева состоялось его наречение во епископа, которое совершили патриарх Киевский и всей Руси-Украины Филарет, митрополит Переяслав-Хмельницкий и Бориспольский Димитрий (Рудюк), архиепископ Белоцерковский Александр (Решетняк), архиепископ Луцкий и Волынский Михаил (Зинкевич), епископ Черниговский и Нежинский Иларион (Процик), епископ Васильковский Евстратий (Зоря), епископ Вышгородский Епифаний (Думенко), епископ Днепропетровский и Павлоградский Симеон (Зинкевич) и епископ Феодосий (Пайкуш). 22 ноября там же теми же архиереями рукоположён во епископа Луганского и Старобельского.
Пребывание нового епископа в Луганске запомнилось скандалом с якобы сгоревшим храмом в Малой Вергунке. Тогда епископ Тихон сфабриковал новость в целях скрыть растрату пожертвований на строительство храма. Подлог раскрылся, когда новость о поджоге церкви была опровергнута настоятелем этого храма отцом Василием Шабинским. Известно также о факте присвоения Тихоном ста тысяч долларов США у жертвователей епархии из числа луганских симпатиков Киевского патриархата.
13 декабря 2010 года решением Священного синода УПЦ КП освобождён от управления Луганской епархией и запрещён в священнослужении до «полного и правдивого покаяния».
11 ноября 2010 года управление государственной службы борьбы с экономической преступностью УМВД Украины в Луганской области возбудило уголовное дело по ч. 4 ст. 190 Уголовного кодекса Украины (мошенничество, совершённое в особо крупных размерах) и объявило Тараса Ивановича Петранюка (епископа Тихона) в розыск.
4 мая 2017 года Макарием (Малетичем) принят в юрисдикцию УАПЦ и назначен управляющим Одесско-Черноморской епархией УАПЦ.
19 сентября 2017 года назначен управляющим Тернопольской епархией УАПЦ.
25 июля 2018 года Архиерейский собор и Патриарший совет приняли решение возвести Тихона в сан архиепископа и предоставить титул «Тернопольский и Бучацкий».
6 декабря 2018 года в храме Успения Пресвятой Богородицы села Винятинцы Тернопольской области произошла драка между Тихоном (Петранюком) и прихожанами во главе с настоятелем храма Иоанном Бойко. Поводом стал переход Иоанна Бойко из УАПЦ в Киевский патриархат.
15 декабря 2018 года в храме Святой Софии вместе со всеми другими архиереями УАПЦ принял участие в «объединительном соборе».